# Возвращение блудного попугая (третий выпуск)
«Возвращение блудного попугая (третий выпуск)» — третий фильм мультипликационного сериала «Возвращение блудного попугая». К работе вновь, после отсутствия в съёмках второго выпуска, подключается Валентин Караваев.

## Персонажи
Ключевые персонажи (действующие во всех трёх выпусках мультфильма) прописаны в основной статье «Возвращение блудного попугая».
Новый герой третьего выпуска, с которым общается попугай Кеша в третьем выпуске — сельчанин Василий. Данный персонаж олицетворяет типичного «колхозника», какими видят деревенских горожане. Типаж напоминает главных героев фильмов «Печки-лавочки», «Любовь и голуби». Он простой, открытый, дружелюбный. Тянется к культуре (при первой встрече с Кешей возвращается на тракторе из городского музея). Терпелив, оптимистичен. Молча прощает попугаю все его странности.
Эпизодически в кадре появляются обитатели деревенского двора, наделённые собственными характерами: свинья с многочисленным потомством поросят, один из которых — не розовый, а голубой; флегматичная корова; лошадь-модница с вплетёнными в гриву ленточками (единственная из всех оценивает выступление Кеши — громко смеётся, когда он падает в колодец); строгий петух, охраняющий гнездо жены-наседки.

## Сюжет
Кот на полном вещей грузовике уезжает на дачу. Кеша, из-за болезни Вовки, вынужден остаться в городе. Не найдя сочувствия, попугай демонстративно пакует чемодан и прощается.
Остановив попутный трактор, Кеша знакомится с трактористом Василием и уезжает к нему в колхоз.
Проснувшись утром, Кеша завтракает и выходит на балкон. Изображая тележурналиста, попугай распугивает обитателей двора, а сам падает в колодец, откуда его спасает Василий.
Бессонной ночью мечты о славе подвигают Кешу на угон трактора, что приводит к массовым повреждениям хозяйственных построек и утоплению трактора в реке. Попугай предпринимает попытку самоповешения «на публику», но Василий снова его спасает.
Попугай возвращается в город в почтовой посылке, и распаковавший её Вовка прощает и принимает блудного друга.
Вернувшийся с дачи кот начинает рассказывать двору о своём пребывании за городом. Вышедший на крыльцо в телогрейке и с кнутом на плече, Кеша, пытаясь изобразить из себя сельского парня, закуривает самокрутку и, с непривычки, закашливается.

## Создатели
- Авторы сценария: Александр Курляндский, Валентин Караваев
- Кинорежиссёр — Валентин Караваев
- Художник-постановщик — Анатолий Савченко
- Кинооператор — Александр Чеховский
- Композитор — Александр Раскатов
- Звукооператор — Владимир Кутузов
- Художники-мультипликаторы: Юрий Кузюрин, Дмитрий Куликов, Анатолий Абаренов, Олег Сафронов, Виолетта Колесникова, Александр Маркелов, Наталия Богомолова, Елена Малашенкова
- Художники: Инна Карп, Любовь Горелова, Татьяна Зворыкина
- Ассистент режиссёра — И. Литовская
- Монтажёр — Г. Смирнова
- Фильм озвучивали:
  - Геннадий Хазанов — попугай Кеша
  - Маргарита Корабельникова — Вовка
  - Герман Качин — Василий[источник не указан 25 дней]
  - Валентин Караваев — кот[источник не указан 25 дней]
- Редактор — Елена Никиткина
- Директор съёмочной группы — Нина Сучкова

## Музыка в мультфильме
Как и в предыдущих двух выпусках, музыка к мультфильму написана Александром Раскатовым, а сам Кеша пародирует следующие песни:
- «Песня о друге» (Владимир Высоцкий)
- «Русское поле» (муз. Яна Френкеля)
- «Как прекрасен этот мир» (муз. Давида Тухманова)
- «Звёздное лето» (муз. Аллы Пугачёвой)

В эпизоде возвращения Кеши к Вовке звучит фрагмент песни «Спят усталые игрушки» (муз. Аркадия Островского).